# Бернхард I (Северна марка)
Бернхард I (на немски: Bernhard von Haldensleben, * ок. 970, † 1018) от фамилията Халденслебен на род Билунги е граф в Швабенгау и Нордтюринггау, от 1009 г. до смъртта си маркграф на Северната марка.

## Произход
Той е единственият син на маркграф Дитрих († 985) и на дъщерята на граф Лотар I от графство Валбек († 929). Сестра му Ода († 1023) се омъжва 978/979 г. за полския херцог Мешко I от род Пясти.
Той наследява през 1009 г. сваления маркграф Вернер от Валбек в маркграфство Северна марка. През 1016 – 1017 г. Бернхард има конфликт с Геро, архиепископът на Магдебург.

## Фамилия
Бернхард се жени за незаконната дъщеря (?-1044) на Владимир I Велики княз на Киевска Рус. С нея има децата:
- Бернхард II († 1051), от 1018 маркграф на Северната марка
  - Вилхелм (* пр. 1044, † 10 септември 1056), 1056 г. маркграф на Северната марка
- Титберга († 1018)
- Конрад (982 – 1056), граф на Халденслебен
- Ода, омъжена за Християн, граф на Кверфурт
- Отелиндис († 9 март 1043/44), омъжена за Дитрих III, граф на Холандия

Той има незаконен син от метресата си, една славянка:
- Ото († 26 юни 1057), маркграф на Северната марка, последва полубрат си Вилхелм, но е убит в битка.